# Український американський архів та музей Детройту
Український американський архів та музей Детройту - заснований у 1958 році, музей, орієнтований на імміграцію українців у Детройт, українську культуру, мистецтво та внесок у США. Колекції містять українське мистецтво, ремесла, музичні інструменти, текстиль та фотографії. Архівні фонди стосуються української імміграції, а бібліотека містить 20 000 книг. Проводяться заняття з англійської мови як другої мови та з українського народного мистецтва та вишивки. 
Музей знаходиться за адресою 11756 Charest St., Hamtramck, Michigan. 